# Toyohiro Akiyama
Toyohiro Akiyama (秋山 豊寛, Akiyama Toyohiro, 22 de juliol de 1942) és un periodista de televisió japonès jubilat i professor a la Universitat d'Art i Disseny de Kyoto. El desembre de 1990, va passar set dies a bord de l'estació espacial Mir. Es va convertir en la primera persona de nacionalitat japonesa a volar a l'espai, i la seva missió espacial va ser el segon vol espacial patrocinat i finançat comercialment. Akiyama també va ser el primer civil a volar a bord d'un vol espacial comercial i el primer periodista a informar des de l'espai exterior.